# Муниципалитеты Колумбии
Муниципалитеты Колумбии — это единицы административно-территориального деления Колумбии второго порядка. 1122 муниципалитета (муниципии) образуют департаменты Колумбии. Каждый из них возглавляется мэром (алькальдом), избираемым на всенародном голосовании и представляющим высшее должностное лицо исполнительной власти на муниципальном уровне в соответствии с мандатом губернатора своего департамента, который представляет все муниципалитеты в департаменте.
Муниципалитеты Колумбии объединены в ассоциацию Federación Colombiana de Municipios (Колумбийская федерация муниципалитетов).

## Категории
В соответствии с законом 1551/12, который изменил шестую статью закона 136/94 муниципалитеты делятся на семь категорий:
| Категория             | Население         | Годовой доход свободного назначения | Экономическое значение |
| --------------------- | ----------------- | ----------------------------------- | ---------------------- |
| Специальная категория | 500 001 и более   | 400 000 и более                     | Первая степень         |
| Первая категория      | 100 001 — 500 000 | 100 000 — 400 000                   | Вторая степень         |
| Вторая категория      | 50 001 — 100 000  | 50 000 — 100 000                    | Третья степень         |
| Третья категория      | 30 001 — 50 000   | 30 000 — 50 000                     | Четвёртая степень      |
| Четвёртая категория   | 20 001 — 30 000   | 25 000 — 30 000                     | Пятая степень          |
| Пятая категория       | 10 001 — 20 000   | 15 000 — 25 000                     | Шестая степень         |
| Шестая категория      | 10 000 и менее    | 15 000 и менее                      | Седьмая степень        |

## Амасонас
Департамент Амасонас образуется двумя муниципалитетами: Летисия и Пуэрто-Наринья — и девятью немуниципальными районами. Причина такого территориального деления в том, что обширная территория департамента населена только коренными народами и находится в дождевых лесах Амазонии.
Муниципалитеты
1. Летисия
2. Пуэрто-Нариньо

Немуниципальные районы
1. Ла-Виктория
2. Ла-Педрера
3. Ла-Чоррера
4. Мирити-Парана
5. Пуэрто-Алегрия
6. Пуэрто-Арика
7. Пуэрто-Сантандер
8. Тарапака
9. Эль-Энканто

## Антьокия
1. Абехорраль
2. Абриаки
3. Алехандрия
4. Амага
5. Амальфи
6. Ангостура
7. Андес
8. Анори
9. Анса
10. Анхелополис
11. Апартадо
12. Арболетес
13. Армения
14. Архелия
15. Барбоса
16. Бельмира
17. Бельо
18. Бетания
19. Бетулия
20. Брисеньо
21. Буритика
22. Вальдивия
23. Вальпараисо
24. Вегачи
25. Венесия
26. Вихия-дель-Фуэрте
27. Гомес-Плата
28. Гранада
29. Гуадалупе
30. Гуарне
31. Гуатапе
32. Дабейба
33. Донматиас
34. Испания
35. Итагуи
36. Итуанго
37. Йоломбо
38. Йондо
39. Кайседо
40. Кальдас
41. Кампаменто
42. Каньясгордас
43. Караколи
44. Караманта
45. Карепа
46. Каролина-дель-Принсипе
47. Касерес
48. Каукасия
49. Кокорна
50. Конкордия
51. Консепсьон
52. Копакабана
53. Ла-Пинтада
54. Ла-Сеха
55. Ла-Уньон
56. Ла-Эстрелья
57. Либорина
58. Маринилья
59. Медельин
60. Масео
61. Монтебельо
62. Муриндо
63. Мутата
64. Нариньо
65. Некокли
66. Нечи
67. Олая
68. Пеке
69. Пуэблоррико
70. Пуэрто-Беррио
71. Пуэрто-Наре
72. Пуэрто-Триунфо
73. Ремедиос
74. Рионегро
75. Сабаналарга
76. Сабанета
77. Сальгар
78. Сан-Андрес-де-Куэркия
79. Сан-Висенте
80. Сан-Карлос
81. Сан-Луис
82. Сан-Педро-де-лос-Милагрос
83. Сан-Педро-де-Ураба
84. Сан-Рафаэль
85. Сан-Роке
86. Сан-Франсиско
87. Сан-Херонимо
88. Сан-Хосе-де-ла-Монтанья
89. Сан-Хуан-де-Ураба
90. Санта-Барбара
91. Санта-Роса-де-Осос
92. Санта-Фе-де-Антьокия
93. Санто-Доминго
94. Сарагоса
95. Сеговия
96. Сиснерос
97. Сонсон
98. Сопетран
99. Сьюдад-Боливар
100. Тамесис
101. Тараса
102. Тарсо
103. Титириби
104. Толедо
105. Турбо
106. Урамита
107. Уррао
108. Фредония
109. Фронтино
110. Хардин
111. Херико
112. Хиральдо
113. Хирардота
114. Чигородо
115. Эбехико
116. Эликония
117. Эль-Багре
118. Эль-Кармен-де-Вибораль
119. Эль-Пеньоль
120. Эль-Ретиро
121. Эль-Сантуарио
122. Энвигадо
123. Энтрерриос
124. Яли
125. Ярумаль

## Араука
1. Араука
2. Араукита
3. Краво-Норте
4. Пуэрто-Рондон
5. Саравена
6. Таме
7. Фортуль

## Атлантико
1. Бараноа
2. Барранкилья
3. Галапа
4. Кампо-де-ла-Крус
5. Канделария
6. Луруако
7. Маламбо
8. Манати
9. Пальмар-де-Варела
10. Полонуэво
11. Понедера
12. Пуэрто-Коломбия
13. Пьохо
14. Репелон
15. Сабанагранде
16. Сабаналарга
17. Санта-Лусия
18. Санто-Томас
19. Соледад
20. Суан
21. Тубара
22. Усьякури
23. Хуан-де-Акоста

## Богота
Богота делится на районы (исп. localidades):
1. Антонио-Нариньо[англ.]
2. Барриос-Унидос[англ.]
3. Боса[англ.]
4. Кеннеди[англ.]
5. Ла-Канделария[англ.]
6. Лос-Мартирес[англ.]
7. Рафаэль-Урибе-Урибе[англ.]
8. Пуэнте-Аранда[англ.]
9. Сан-Кристобаль[англ.]
10. Санта-Фе[англ.]
11. Суба
12. Сумапас[англ.]
13. Сьюдад-Боливар[англ.]
14. Теусакильо[англ.]
15. Тунхуэлито[англ.]
16. Усакен[англ.]
17. Усме[англ.]
18. Фонтибон[англ.]
19. Чапинеро[англ.]
20. Энгатива[англ.]

## Боливар
1. Альтос-дель-Росарио
2. Ареналь
3. Арройоондо
4. Архона
5. Атильо-де-Лоба
6. Ачи
7. Барранко-де-Лоба
8. Брасуэло-де-Папаяль
9. Вильянуэва
10. Каламар
11. Кантагальо
12. Картахена
13. Клеменсия
14. Кордова
15. Маатес
16. Маганге
17. Маргарита
18. Мария-ла-Баха
19. Монтекристо
20. Моралес
21. Нороси
22. Пинильос
23. Рехидор
24. Рио-Вьехо
25. Самбрано
26. Сан-Кристобаль
27. Сан-Мартин-де-Лоба
28. Сан-Пабло
29. Сан-Фернандо
30. Сан-Хасинто
31. Сан-Хасинто-дель-Каука
32. Сан-Хуан-Непомусено
33. Сан-Эстанислао
34. Санта-Каталина
35. Санта-Крус-де-Момпос
36. Санта-Роса
37. Санта-Роса-дель-Сур
38. Сикуко
39. Симити
40. Соплавьенто
41. Талайгуа-Нуэво
42. Тикисио
43. Турбако
44. Турбана
45. Эль-Гуамо
46. Эль-Кармен-де-Боливар
47. Эль-Пеньон

## Бояка
1. Акитания
2. Альмейда
3. Аркабуко
4. Белен
5. Бербео
6. Бетейтива
7. Боавита
8. Бояка
9. Брисеньо
10. Бусбанса
11. Буэнависта
12. Вентакемада
13. Вилья-де-Лейва
14. Виракача
15. Гамеса
16. Гарагоа
17. Гачантива
18. Гуакамаяс
19. Гуатеке
20. Гуаята
21. Гуикан
22. Дуитама
23. Иса
24. Кальдас
25. Кампоэрмосо
26. Кипама
27. Коварачия
28. Комбита
29. Копер
30. Корралес
31. Кубара
32. Куитива
33. Кукайта
34. Ла-Виктория
35. Ла-Капилья
36. Ла-Увита
37. Лабрансагранде
38. Маканаль
39. Марипи
40. Мирафлорес
41. Монги
42. Монгуа
43. Моникира
44. Мотавита
45. Мусо
46. Нобса
47. Нуэво-Колон
48. Ойката
49. Отанче
50. Пайпа
51. Панкеба
52. Пас-де-Рио
53. Пауна
54. Пахарито
55. Пачавита
56. Паэс
57. Пая
58. Песка
59. Писба
60. Пуэрто-Бояка
61. Ракира
62. Рамирики
63. Рондон
64. Сабоя
65. Самака
66. Сан-Луис-де-Гасено
67. Сан-Матео
68. Сан-Мигель-де-Сема
69. Сан-Пабло-де-Борбур
70. Сан-Хосе-де-Паре
71. Сан-Эдуардо
72. Санта-Мария
73. Санта-Роса-де-Витербо
74. Санта-София
75. Сантана
76. Сативанорте
77. Сативасур
78. Сачика
79. Серинса
80. Сетакира
81. Соата
82. Согамосо
83. Сокота
84. Сомондоко
85. Сора
86. Сорака
87. Сотакира
88. Соча
89. Сусакон
90. Сутамарчан
91. Сутатенса
92. Сьенега
93. Сьячоке
94. Таско
95. Тенса
96. Тибана
97. Тибасоса
98. Тинхака
99. Типакоке
100. Тогуи
101. Тока
102. Топага
103. Тота
104. Тунунгуа
105. Тунха
106. Турмеке
107. Тута
108. Тутаса
109. Умбита
110. Фиравитоба
111. Флореста
112. Хенесано
113. Херико
114. Чивата
115. Чивор
116. Чикинкира
117. Чикиса
118. Чинавита
119. Чискас
120. Чита
121. Читараке
122. Эль-Кокуй
123. Эль-Эспино

## Валье-дель-Каука
1. Алькала
2. Андалусия
3. Ансермануэво
4. Архелия
5. Боливар
6. Буга
7. Бугалагранде
8. Буэнавентура
9. Версальес
10. Вихес
11. Гуакари
12. Дагуа
13. Дарьен
14. Йотоко
15. Кайседония
16. Кали
17. Канделария
18. Картаго
19. Ла-Виктория
20. Ла-Кумбре
21. Ла-Уньон
22. Обандо
23. Пальмира
24. Прадера
25. Рестрепо
26. Риофрио
27. Рольданильо
28. Сан-Педро
29. Сарсаль
30. Севилья
31. Торо
32. Трухильо
33. Тулуа
34. Ульоа
35. Флорида
36. Хамунди
37. Хинебра
38. Эль-Агила
39. Эль-Довио
40. Эль-Кайро
41. Эль-Серрито
42. Юмбо

## Ваупес
Муниципалитеты
1. Каруру
2. Миту
3. Тарайра

Немуниципальные районы
1. Пакоа
2. Папунауа
3. Яварате

## Вичада
1. Кумарибо
2. Ла-Примавера
3. Пуэрто-Карреньо
4. Санта-Росалия

## Гуавьяре
1. Каламар
2. Мирафлорес
3. Сан-Хосе-дель-Гуавьяре
4. Эль-Реторно

## Гуайния
1. Барранко-Минас
2. Инирида
3. Какауаль
4. Ла-Гуадалупе
5. Мапирипана
6. Моричаль-Нуэво
7. Пана-Пана
8. Пуэрто-Коломбия
9. Сан-Фелипе

## Гуахира
1. Альбания
2. Атонуэво
3. Барранкас
4. Вильянуэва
5. Дибулья
6. Дистраксьон
7. Ла-Хагуа-дель-Пилар
8. Майкао
9. Манауре
10. Риоача
11. Сан-Хуан-дель-Сесар
12. Урибия
13. Урумита
14. Фонсека
15. Эль-Молино

## Какета
1. Альбания
2. Белен-де-лос-Андакиес
3. Вальпараисо
4. Картахена-дель-Чайра
5. Курильо
6. Ла-Монтаньита
7. Морелия?!
8. Пуэрто-Милан
9. Пуэрто-Рико
10. Сан-Висенте-дель-Кагуан
11. Сан-Хосе-дель-Фрагуа
12. Солано
13. Солита
14. Флоренсия
15. Эль-Донсельо
16. Эль-Паухиль

## Кальдас
1. Агуадас
2. Ансерма
3. Аранзасу
4. Белалкасар
5. Виктория?!
6. Вильямария
7. Витербо
8. Ла-Дорада[англ.]
9. Ла-Мерсед
10. Мансанарес
11. Манисалес
12. Маркеталия
13. Мармато
14. Маруланда
15. Нейра
16. Норсасия[англ.]
17. Пакора
18. Палестина
19. Пенсильвания
20. Риосусио?!
21. Рисаральда
22. Саламина
23. Самана
24. Сан-Хосе
25. Супия
26. Филадельфия
27. Чинчина

## Касанаре
1. Агуасуль[англ.]
2. Ато-Коросаль?!
3. Вильянуэва[англ.]
4. Йопаль
5. Ла-Салина[англ.]
6. Мани[англ.]
7. Монтеррей[англ.]
8. Нунчия[англ.]
9. Орокуэ[англ.]
10. Пас-де-Арипоро?!
11. Поре[англ.]
12. Ресетор[англ.]
13. Сабаналарга[англ.]
14. Сакама[англ.]
15. Сан-Луис-де-Паленке[англ.]
16. Тамара[англ.]
17. Таурамена[англ.]
18. Тринидад[англ.]
19. Чамеса[англ.]

## Каука
1. Альмагер
2. Архелия
3. Бальбоа
4. Боливар
5. Буэнос-Айрес
6. Вилья-Рика
7. Гуапи
8. Гуачене
9. Инса
10. Калото
11. Кальдоно
12. Кахибио
13. Коринто
14. Ла-Вега
15. Ла-Сьерра
16. Лопес-де-Микай
17. Меркадерес
18. Миранда
19. Моралес
20. Падилья
21. Патия
22. Паэс
23. Пьямонте
24. Попаян
25. Пурасе
26. Пуэрто-Техада
27. Пьендамо
28. Росас
29. Сан-Себастьян
30. Сантандер-де-Киличао
31. Санта-Роса
32. Сильвия
33. Сотара
34. Суарес
35. Сукре
36. Тимбики
37. Тимбио
38. Торибио
39. Тоторо
40. Флоренсия
41. Хамбало
42. Эль-Тамбо

## Киндио
1. Армения
2. Буэнависта[англ.]
3. Каларка[англ.]
4. Кимбая
5. Киркасия[англ.]
6. Кордова[англ.]
7. Ла-Тебаида[англ.]
8. Монтенегро
9. Пихао[англ.]
10. Саленто[англ.]
11. Филандия
12. Хенова

## Кордова
1. Аяпель
2. Буэнависта
3. Валенсия
4. Каналете
5. Которра
6. Ла-Апартада
7. Лос-Кордовас
8. Момиль
9. Монтерия
10. Монтелибано
11. Моньитос
12. Планета-Рика
13. Пурисима
14. Пуэбло-Нуэво
15. Пуэрто-Либертадор
16. Пуэрто-Эскондидо
17. Саагун
18. Сан-Андрес-де-Сотавенто
19. Сан-Антеро
20. Сан-Бернардо-дель-Вьенто
21. Сан-Карлос
22. Сан-Пелайо
23. Сан-Хосе-де-Уре
24. Санта-Крус-де-Лорика
25. Серете
26. Сьенага-де-Оро
27. Тучин
28. Тьерральта
29. Чима
30. Чину

## Кундинамарка
1. Агуа-де-Диос[англ.]
2. Альбан[англ.]
3. Анапойма[англ.]
4. Анолайма[англ.]
5. Апуло[англ.]
6. Арбелаэс[англ.]
7. Бельтран[англ.]
8. Битуима[англ.]
9. Бохака[англ.]
10. Венесия[англ.]
11. Вергара[англ.]
12. Вьяни[англ.]
13. Вильета[англ.]
14. Вильягомес[англ.]
15. Вильяпинсон[англ.]
16. Вьота[англ.]
17. Гама[англ.]
18. Гачала[англ.]
19. Гачансипа[англ.]
20. Гачета[англ.]
21. Гуадуас[англ.]
22. Гуаябаль-де-Сикима[англ.]
23. Гуаябеталь[англ.]
24. Гуаска[англ.]
25. Гуатавита[англ.]
26. Гуатаки[англ.]
27. Гуачета[англ.]
28. Гранада[англ.]
29. Гутьеррес[англ.]
30. Кабрера[англ.]
31. Какеса[англ.]
32. Капаррапи[англ.]
33. Кармен-де-Карупа[англ.]
34. Кахика[англ.]
35. Качипай[англ.]
36. Кебраданегра[англ.]
37. Кетаме[англ.]
38. Кипиле[англ.]
39. Когуа[англ.]
40. Кота[англ.]
41. Кукунуба[англ.]
42. Ла-Вега[англ.]
43. Ла-Калера[англ.]
44. Ла-Меса[англ.]
45. Ла-Пальма[англ.]
46. Ла-Пенья[англ.]
47. Ленгуасаке[англ.]
48. Мадрид[англ.]
49. Манта[англ.]
50. Мачета[англ.]
51. Медина[англ.]
52. Москера[англ.]
53. Нариньо[англ.]
54. Немокон[англ.]
55. Нило[англ.]
56. Нимайма[англ.]
57. Нокайма[англ.]
58. Пайме[англ.]
59. Панди[англ.]
60. Паратебуэно[англ.]
61. Паска[англ.]
62. Пачо[англ.]
63. Пули[англ.]
64. Пуэрто-Сальгар[англ.]
65. Рикаурте[англ.]
66. Сан-Антонио-дель-Текендама[англ.]
67. Сан-Бернардо[англ.]
68. Сан-Каетано
69. Сан-Франсиско-де-Салес[англ.]
70. Сан-Хуан-де-Риосеко[англ.]
71. Сасайма[англ.]
72. Сескиле[англ.]
73. Сибате[англ.]
74. Силвания[англ.]
75. Сипакира
76. Сипакон[англ.]
77. Симихака[англ.]
78. Соача
79. Сопо[англ.]
80. Субачоке[англ.]
81. Супата[англ.]
82. Суса[англ.]
83. Сутатауса[англ.]
84. Суэска[англ.]
85. Табио[англ.]
86. Тауса[англ.]
87. Тена[англ.]
88. Тенхо[англ.]
89. Тибакуй[англ.]
90. Тибирита[англ.]
91. Токайма[англ.]
92. Токансипа[англ.]
93. Топайпи[англ.]
94. Убаке[англ.]
95. Убала[англ.]
96. Убате[англ.]
97. Уне[англ.]
98. Утика[англ.]
99. Факататива
100. Фомеске[англ.]
101. Фоска[англ.]
102. Фукене[англ.]
103. Фунса[англ.]
104. Фусагасуга
105. Херусален[англ.]
106. Хирардот[англ.]
107. Хунин[англ.]
108. Чагуани[англ.]
109. Чия[англ.]
110. Чипаке[англ.]
111. Чоачи[англ.]
112. Чоконта[англ.]
113. Эль-Колехио[англ.]
114. Эль-Пеньон[англ.]
115. Эль-Росаль[англ.]
116. Якопи[англ.]

## Магдалена
1. Альгарробо
2. Аракатака
3. Аригуани
4. Гуамаль
5. Сона-Бананера
6. Серро-Сан-Антонио
7. Конкордия
8. Нуэва-Гранада
9. Педраса
10. Пивихай
11. Пихиньо-дель-Кармен
12. Плато
13. Пуэбло-Вьехо
14. Ремолино
15. Сабанас-де-Сан-Анхель
16. Саламина
17. Сан-Сенон
18. Сан-Себастьян-де-Буэнависта
19. Санта-Ана
20. Санта-Барбара-де-Пинто
21. Санта-Марта
22. Сапаян
23. Ситьонуэво
24. Сьенага
25. Тенерифе
26. Фундасьон
27. Чиболо
28. Эль-Банко
29. Эль-Пиньон
30. Эль-Ретен

## Мета
1. Акасиас[англ.]
2. Барранка-де-Упия[англ.]
3. Вильявисенсио
4. Виста-Эрмоса[англ.]
5. Гранада[англ.]
6. Гуамаль[англ.]
7. Кабуяро[англ.]
8. Кастилья-ла-Нуэва[англ.]
9. Кубарраль[англ.]
10. Кумараль[англ.]
11. Ла-Макарена[англ.]
12. Ла-Урибе[англ.]
13. Леханиас[англ.]
14. Мапирипан[англ.]
15. Месетас[англ.]
16. Пуэрто-Гайтан[англ.]
17. Пуэрто-Конкордия[англ.]
18. Пуэрто-Лопес[англ.]
19. Пуэрто-Льерас[англ.]
20. Пуэрто-Рико[англ.]
21. Рестрепо[англ.]
22. Сан-Карлос-де-Гуароа[англ.]
23. Сан-Мартин[англ.]
24. Сан-Хуан-де-Арама[англ.]
25. Сан-Хуанито[англ.]
26. Фуэнте-де-Оро[англ.]
27. Эль-Кальварио[англ.]
28. Эль-Кастильо[англ.]
29. Эль-Дорадо[англ.]

## Нариньо
1. Альбан
2. Альдана
3. Анкуя
4. Арболеда
5. Барбакоас
6. Белен
7. Буэсако
8. Гуайтарилья
9. Гуальматан
10. Гуачукаль
11. Илес
12. Имуэс
13. Ипьялес
14. Колон
15. Консака
16. Контадеро
17. Кордова
18. Куаспуд
19. Кумбаль
20. Кумбитара
21. Ла-Крус
22. Ла-Льянада
23. Ла-Тола
24. Ла-Уньон
25. Ла-Флорида
26. Лейва
27. Линарес
28. Лос-Андес
29. Магуи-Паян
30. Мальяма
31. Москуэра
32. Нариньо
33. Олая-Эррера
34. Оспина
35. Пасто
36. Поликарпа
37. Потоси
38. Провиденсия
39. Пупьялес
40. Пуэррес
41. Рикаурте
42. Роберто-Паян
43. Саманьего
44. Сан-Бернардо
45. Сандона
46. Сан-Лоренсо
47. Сан-Пабло
48. Сан-Педро-де-Картаго
49. Санта-Барбара
50. Сантакрус
51. Сапуес
52. Таминанго
53. Тангуа
54. Тукеррес
55. Тумако
56. Франсиско-Писарро
57. Фунес
58. Чачагуи
59. Эль-Пеньоль
60. Эль-Росарио
61. Эль-Таблон
62. Эль-Тамбо
63. Эль-Чарко
64. Якуанкер

## Путумайо
1. Валье-дель-Гуамес[англ.]
2. Вилья-Гарсон[англ.]
3. Колон
4. Мокоа
5. Орито
6. Пуэрто-Асис
7. Пуэрто-Гусман
8. Пуэрто-Кайседо
9. Пуэрто-Легисамо
10. Сантьяго
11. Сан-Мигель?!
12. Сан-Франсиско
13. Сибундой

## Рисаральда
1. Апия[англ.]
2. Бальбоа[англ.]
3. Белен-де-Умбрия[англ.]
4. Гуатика[англ.]
5. Доскебрадас
6. Кинчия[англ.]
7. Ла-Вирхиния[англ.]
8. Ла-Селия[англ.]
9. Марселья[англ.]
10. Мистрато[англ.]
11. Перейра
12. Пуэбло-Рико[англ.]
13. Санта-Роса-де-Кабаль[англ.]
14. Сантуарио[англ.]

## Сан-Андрес-и-Провиденсия
1. Провиденсия[англ.]
2. Сан-Андрес

## Сантандер
1. Агуада
2. Альбания
3. Аратока
4. Ато
5. Барбоса
6. Баричара
7. Барранкабермеха
8. Бетулия
9. Боливар
10. Букараманга
11. Валье-де-Сан-Хосе
12. Велес
13. Ветас
14. Вильянуэва
15. Галан
16. Гамбита
17. Гуэпса
18. Гуавата
19. Гуадалупе
20. Гуака
21. Гуапота
22. Кабрера
23. Калифорния
24. Капитанехо
25. Каркаси
26. Консепсьон
27. Контратасьон
28. Конфинес
29. Короморо
30. Курити
31. Ла-Бельеса
32. Ландасури
33. Ла-Пас
34. Лебриха
35. Лос-Сантос
36. Макаравита
37. Малага
38. Матанса
39. Моготес
40. Молагавита
41. Ойба
42. Окамонте
43. Онсага
44. Пальмар
45. Пальмас-дель-Сокорро
46. Парамо
47. Пинчоте
48. Пуэнте-Насьональ
49. Пуэрто-Вильчес
50. Пуэрто-Парра
51. Пьедекуэста
52. Рионегро
53. Сабана-де-Торрес
54. Сан-Андрес
55. Сан-Бенито
56. Сан-Висенте-де-Чукури
57. Сан-Мигель
58. Санта-Барбара
59. Санта-Элена-дель-Опон
60. Сан-Хиль
61. Сан-Хоакин
62. Сан-Хосе-де-Миранда
63. Сан-Хуан-де-Хирон
64. Сапатока
65. Сепита
66. Серрито
67. Симакота
68. Симитарра
69. Сокорро
70. Сукре
71. Суайта
72. Сурата
73. Тона
74. Флориан
75. Флоридабланка
76. Хесус-Мария
77. Хордан
78. Чарала
79. Чарта
80. Чима
81. Чипата
82. Эль-Гуакамайо
83. Эль-Кармен-де-Чукури
84. Эль-Пеньон
85. Эль-Плайон
86. Энсино
87. Энсисо

## Северный Сантандер
1. Абрего
2. Акари
3. Арболедас
4. Бочалема
5. Букарасика
6. Вилья-дель-Росарио
7. Вилья-Каро
8. Грамалоте
9. Дурания
10. Какота
11. Качира
12. Конвенсьон
13. Кукута
14. Кукутилья
15. Лабатека
16. Ла-Плая-де-Белен
17. Ла-Эсперанса
18. Лос-Патьос
19. Лоурдес
20. Мутискуа
21. Оканья
22. Памплона
23. Памплонита
24. Пуэрто-Сантандер
25. Рагонвалия
26. Саласар-де-Лас-Пальмас
27. Сан-Каетано
28. Сан-Каликсто
29. Санто-Доминго-де-Силос
30. Сантьяго
31. Сардината
32. Теорама
33. Тибу
34. Толедо
35. Чинакота
36. Читага
37. Эль-Кармен
38. Эль-Сулия
39. Эль-Тарра
40. Эрран

## Сесар
1. Агуачика
2. Агустин-Кодасси
3. Астреа
4. Бесерриль
5. Боскония
6. Вальедупар
7. Гамарра
8. Гонсалес
9. Курумани
10. Ла-Глория
11. Ла-Пас
12. Ла-Хагуа-де-Ибирико
13. Манауре-Балькон-дель-Сесар
14. Пайлитас
15. Пелая
16. Пуэбло-Бельо
17. Рио-де-Оро
18. Сан-Альберто
19. Сан-Диего
20. Сан-Мартин
21. Тамаламеке
22. Чимичагуа
23. Чиригуана
24. Эль-Копей
25. Эль-Пасо

## Сукре
1. Буэнависта
2. Галерас
3. Гуаранда
4. Каймито
5. Ковеньяс
6. Колосо
7. Коросаль
8. Ла-Уньон
9. Лос-Пальмитос
10. Махагуаль
11. Морроа
12. Овехас
13. Сампуэс
14. Сан-Антонио-де-Пальмито
15. Сан-Бенито-Абад
16. Сан-Маркос
17. Сан-Онофре
18. Сан-Педро
19. Сантьяго-де-Толу
20. Сан-Хуан-де-Бетулия
21. Синсе
22. Синселехо
23. Сукре
24. Толувьехо
25. Чалан
26. Эль-Робле

## Толима
1. Алварадо[англ.]
2. Альпухарра[англ.]
3. Амбалема[англ.]
4. Ансоатеги[англ.]
5. Армеро
6. Атако[англ.]
7. Валье-де-Сан-Хуан[англ.]
8. Венадильо[англ.]
9. Вильяррика[англ.]
10. Вильяэрмоса[англ.]
11. Гуамо[англ.]
12. Долорес[англ.]
13. Ибаге
14. Икононсо[англ.]
15. Кармен-де-Апикала[англ.]
16. Касабьянка[англ.]
17. Кахамарка[англ.]
18. Коэльо[англ.]
19. Кояйма[англ.]
20. Кундай[англ.]
21. Лерида[англ.]
22. Либано
23. Марикита[англ.]
24. Мельгар[англ.]
25. Мурильо[англ.]
26. Натагайма[англ.]
27. Онда
28. Ортега[англ.]
29. Палокабильдо[англ.]
30. Планадас[англ.]
31. Прадо[англ.]
32. Пурификасьон
33. Пьедас[англ.]
34. Риобланко[англ.]
35. Ровира[англ.]
36. Ронсесвальес[англ.]
37. Сальданья[англ.]
38. Сан-Антонио[англ.]
39. Сан-Луис[англ.]
40. Санта-Исабель[англ.]
41. Суарес[англ.]
42. Фалан[англ.]
43. Фландес[англ.]
44. Фресно[англ.]
45. Чапарраль[англ.]
46. Эрвео[англ.]
47. Эспиналь[англ.]

## Уила
1. Аградо[англ.]
2. Айпе[англ.]
3. Альтамира[англ.]
4. Альхесирас[англ.]
5. Асеведо[англ.]
6. Барая[англ.]
7. Вильявьеха[англ.]
8. Гарсон[англ.]
9. Гуадулупе[англ.]
10. Икира[англ.]
11. Иснос[англ.]
12. Кампоалегре[англ.]
13. Коломбия[англ.]
14. Ла-Архентина[англ.]
15. Ла-Плата[англ.]
16. Натага[англ.]
17. Нейва
18. Обо[англ.]
19. Опорапа[англ.]
20. Пайколь[англ.]
21. Палермо[англ.]
22. Палестина[англ.]
23. Питалито
24. Питаль[англ.]
25. Ривера[англ.]
26. Саладобланко[англ.]
27. Сан-Агустин
28. Санта-Мария[англ.]
29. Суаса[англ.]
30. Тарки[англ.]
31. Тельо[англ.]
32. Теруэль[англ.]
33. Тесалия[англ.]
34. Тимана[англ.]
35. Хиганте[англ.]
36. Элиас[англ.]
37. Ягуара[англ.]

## Чоко
1. Аканди
2. Альто-Баудо
3. Багадо
4. Баия-Солано
5. Бахо-Баудо
6. Бохая
7. Истмина
8. Кибдо
9. Кондото
10. Литораль-де-Сан-Хуан
11. Льоро
12. Медио-Атрато
13. Медио-Баудо
14. Медио-Сан-Хуан
15. Новита
16. Нуки
17. Риосусио
18. Рио-Иро
19. Рио-Кито
20. Сан-Хосе-дель-Пальмар
21. Сертеги
22. Сипи
23. Тадо
24. Унгия
25. Уньон-Панамерикана
26. Хурадо
27. Эль-Атрато
28. Эль-Кантон-де-Сан-Пабло
29. Эль-Кармен-де-Атрато
30. Эль-Кармен-дель-Дарьен

## Округа
1954
- Особый округ Богота.

1991
- Столичный округ Богота.
- Индустриальный и портовый округ Барранкилья.
- Исторический, культурный и туристический округ Санта-Мария.
- Культурный и туристический округ Картахена.

2007
- Исторический и культурный округ Тунха.
- Особый индустриальный, портовый, биоразнообразный и экотуристический округ Буэнавентура.
- Особый экотуристический, исторический и универститетский округ Попаян.
- Особый портовый округ Турбо.
- Особый приграничный и туристический округ Кукута.
- Особый индустриальный, портовый, биоразнообразный и экотуристический округ Тумако